# Вилочка
Ви́лочка, или вилочковая кость (лат. furcula «маленькая вилка»), — дугообразная косточка в скелете птиц и некоторых других теропод. Представляет собой две сросшиеся ключицы. Расположена между грудиной и позвоночником, между передними концами коракоидов.

## Функция
У птиц вилочка представляет собой своего рода пружину, амортизирующую резкие толчки при взмахах крыла в полёте. При каждом взмахе она то немного сжимается, то возвращается к исходной форме.

## Эволюция
Приблизительная эволюция вилочки выглядит так (целофиз — аллозавр — велоцираптор — археоптерикс — голубь):

## В культуре
Вилочка («дужка»), извлечённая из сваренной домашней птицы и очищенная, нередко используется в гаданиях и играх, за что она получила своё второе название - "кость желаний". При этом её, как правило, разламывают на две части.

### Гадания
- В англосаксонской культуре вилочку (англ. wishbone или англ. Thanksgiving bone) разламывают два человека, каждый из которых держится за один из отростков. Они загадывают желания и выигрывает тот, кто отломит бо́льшую часть вилочки; его желание сбудется (при этом он может подарить свой кусок вилочки любому другому человеку с правом загадать желание). По некоторым данным, этот тип гадания восходит к этрускам[4].
- В более старом варианте гадание происходило на то, кто из двух участников скорее женится / выйдет замуж (вилочка называлась тогда англ. merrythought)[5].
- В одном из русских гаданий вилочку давали молодожёнам, каждый из них тянул за свою часть и считалось, что тот, у кого в руках останется бо́льшая по размеру косточка, будет главой семьи[6].

### Игры
- Популярная в разных культурах игра с вилочкой состоит в том, что двое играющих разламывают её, говоря друг другу «бери и помни» либо другое условленное выражение. После этого каждый из них пытается дать в руки другому какой-то предмет. При этом берущий должен, принимая предмет, сказать «беру и помню», а дающий «бери и помни» (или условленное слово). Кто первый произносит условную фразу, тот и выигрывает, либо если берущий человек забывает сказать «Беру и помню» (зависит от оговоренных перед игрой правил). Названия этой игры в некоторых культурах:
  - русская: «бери и помни» или «ельчик» (от елец — диалектного названия вилочки[7])
  - болгарская: «ядец»
  - татарская: «ядәч», аналогичные названия имеются в других тюркских языках